# فالنتين بيانكي
فالنتين بيانكي (بالروسية: Бианки, Валентин Львович)‏ (و. 1857 – 1920 م) هو عالم طيور، وعالم حيواني، وعالم حشرات، من الإمبراطورية الروسية، ولد في موسكو، توفي في سانت بطرسبرغ، عن عمر يناهز 63 عاماً.